# Джеймс Пътнам
Джеймс Джаксън Пътнам (на английски: James Jackson Putnam) е американски невролог, психиатър и психоаналитик.

## Биография
Роден е на 3 октомври 1846 година в Бостън, САЩ. Завършва Харвардския университет. Заедно с Уилям Джеймс слуша лекции на Фройд в Университета Кларк през 1909 г. Той е впечатлен и кани Фройд, който е с Карл Юнг и Шандор Ференци, в своя лагер в Адирондакс. През този период Пътнам и Фройд си разменят около 88 писма. Фройд също така го анализира по време на психоаналитичните конгреси. По молба на последния той инициира създаването на Американската психоаналитична асоциация през 1911 г. и Бостънското психоаналитично общество и институт през 1914 г.
Умира на 4 ноември 1918 година в Бостън на 72-годишна възраст.